# Wahlkreis Stoke-on-Trent
Der Wahlkreis Stoke-on-Trent (oder Wahlkreis Stoke) war von 1918 bis 1950 ein Wahlkreis (englisch constituency) für die Wahl eines Abgeordneten des britischen Unterhauses (House of Commons).

## Ergebnisse

### Parlamentswahl 1918
| Kandidaten           | Kandidaten | Parteien      | Stimmen | %   |
| -------------------- | ---------- | ------------- | ------- | --- |
|                      | John Ward  | Liberal Party | –       | –   |
| Gesamt               | Gesamt     | Gesamt        | 0       | 100 |
|                      |            |               |         |     |
| Quelle: UK Parlament |            |               |         |     |

### Parlamentswahl 1922
| Kandidaten           | Kandidaten | Parteien               | Stimmen | %    |
| -------------------- | ---------- | ---------------------- | ------- | ---- |
|                      | John Ward  | National Liberal Party | 16.685  | 61,3 |
|                      | John Watts | Labour Party           | 10.522  | 38,7 |
| Gesamt               | Gesamt     | Gesamt                 | 27.207  | 100  |
|                      |            |                        |         |      |
| Quelle: UK Parlament |            |                        |         |      |

### Parlamentswahl 1923
| Kandidaten           | Kandidaten | Parteien      | Stimmen | %    |
| -------------------- | ---------- | ------------- | ------- | ---- |
|                      | John Ward  | Liberal Party | 13.119  | 51,2 |
|                      | John Watts | Labour Party  | 12.502  | 48,8 |
| Gesamt               | Gesamt     | Gesamt        | 25.621  | 100  |
|                      |            |               |         |      |
| Quelle: UK Parlament |            |               |         |      |

### Parlamentswahl 1924
| Kandidaten           | Kandidaten | Parteien          | Stimmen | %    |
| -------------------- | ---------- | ----------------- | ------- | ---- |
|                      | John Ward  | Constitutionalist | 17.864  | 57,3 |
|                      | John Watts | Labour Party      | 13.318  | 42,7 |
| Gesamt               | Gesamt     | Gesamt            | 31.182  | 100  |
|                      |            |                   |         |      |
| Quelle: UK Parlament |            |                   |         |      |

### Parlamentswahl 1929
| Kandidaten           | Kandidaten             | Parteien      | Stimmen | %    |
| -------------------- | ---------------------- | ------------- | ------- | ---- |
|                      | Cynthia Blanche Curzon | Labour Party  | 26.548  | 58,7 |
|                      | John Ward              | Liberal Party | 18.698  | 41,3 |
| Gesamt               | Gesamt                 | Gesamt        | 45.246  | 100  |
|                      |                        |               |         |      |
| Quelle: UK Parlament |                        |               |         |      |

### Parlamentswahl 1931
| Kandidaten           | Kandidaten    | Parteien           | Stimmen | %    |
| -------------------- | ------------- | ------------------ | ------- | ---- |
|                      | Ida Copeland  | Conservative Party | 19.918  | 45,6 |
|                      | Ellis Smith   | Labour Party       | 13.264  | 30,3 |
|                      | Oswald Mosley | New Party          | 10.534  | 24,1 |
| Gesamt               | Gesamt        | Gesamt             | 43.716  | 100  |
|                      |               |                    |         |      |
| Quelle: UK Parlament |               |                    |         |      |

### Parlamentswahl 1935
| Kandidaten           | Kandidaten   | Parteien           | Stimmen | %    |
| -------------------- | ------------ | ------------------ | ------- | ---- |
|                      | Ellis Smith  | Labour Party       | 20.992  | 52,7 |
|                      | Ida Copeland | Conservative Party | 18.867  | 47,3 |
| Gesamt               | Gesamt       | Gesamt             | 39.859  | 100  |
|                      |              |                    |         |      |
| Quelle: UK Parlament |              |                    |         |      |

### Parlamentswahl 1945
| Kandidaten           | Kandidaten             | Parteien           | Stimmen | %    |
| -------------------- | ---------------------- | ------------------ | ------- | ---- |
|                      | Ellis Smith            | Labour Party       | 29.551  | 69,1 |
|                      | W.P. Wentworth Shields | Conservative Party | 13.203  | 30,9 |
| Gesamt               | Gesamt                 | Gesamt             | 42.754  | 100  |
|                      |                        |                    |         |      |
| Quelle: UK Parlament |                        |                    |         |      |